# 文訥斯拉
文訥斯拉（挪威語：Vennesla）是挪威阿格德爾郡的一個市镇。區政中心位於文訥斯拉，面积总计384平方公里，2004年人口為12,356人，人口密度為34人/平方公里。